# Faya
Faya är ett album av Christian Kjellvander, utgivet 2005. Det nådde sjätteplatsen på den svenska albumlistan och nominerades till en Grammis för årets rockalbum. Låten "Drunken Hands" släpptes som singel.

## Låtlista
1. "As It Were" - 1:02
2. "Reverse Traverse Blues" - 3:37
3. "Drunken Hands" - 4:52
4. "Juanita" - 3:48
5. "Chose the City" - 4:09
6. "Drag the Dirt In" - 2:57
7. "Dreadful, Isn't It?" - 1:58
8. "Foreign Rain" - 3:27
9. "Silver & Blue Line" - 2:48
10. "Roaring 40's" - 5:08
11. "Union Lake" - 4:14

## Listplaceringar
| Lista (2005) | Topplacering |
| ------------ | ------------ |
| Sverige      | 6            |

### Fotnoter
1. ↑  Placeringar på den svenska albumlistan